# Station Błaszki Wąskotorowe
Station Błaszki Wąskotorowe is een spoorwegstation in de Poolse plaats Maciszewice.